# Ледник Шокальского
Ледни́к Шокальского — долинный ледник в Казахстане, находится в бассейне реки Средний Талгар. Общая длина ледника составляет 4,7 км, площадь — 16,8 км². Объём льда равен 0,96 км³. Фирновая линия проходит на высоте 3900 м. 5 камер ледника Шокальского образуются отрогами с одноимёнными вершинами: пик Чокана Валиханова, Актау и Иссыктенхочу. Последний разделяет ледники Богатырь, Корженевского и Шокальского. Ледник Шокальского — основной район оледенения хребта Заилийского Алатау.
Впервые ледник исследован в 1910 году. С 1962 года Институт географии АН Казахстана ведёт систематические режимные наблюдения за ледником. Назван в честь Шокальского Юлия Михайловича, советского океанографа и картографа.